# Olympiska vinterspelen 1932
Olympiska vinterspelen 1932, de tredje (III) olympiska vinterspelen, arrangerades i Lake Placid, New York, USA. Den lilla staden hade då endast ca 4 000 invånare och organisationskommittén hade stora problem med att mitt under depressionen få fram tillräckligt med pengar för att kunna genomföra spelen. Anledningen till att man förlagt spelen till denna ort, som ligger långt från större städer, vilket 1932 innebar transportproblem, var att statistiskt skulle man ha en säker vinter. Som så många gånger då man förlitar sig till statistik visade det sig att just detta år skulle svika en 64-årig tradition. När de tävlande anlände till Lake Placid låg staden med omgivningar under barmark. Placidsjön låg emellertid frusen så skidlöparna fick träna stakning på isen och ägna sig åt terränglöpning för att förbättra konditionen.
Just före spelens början kom så pass mycket snö att 18 km-loppet kunde genomföras. Det blev mera tö och 50 km-loppet var i fara. Amerikanerna ville ställa in men närvarande åskådare med ursprung i Sverige, Norge och Finland erbjöd sig att skotta ihop ett spår och det gick organisationskommittén förnär och man ordnade ett spår.
Skridskotävlingarna genomfördes på ett märkligt sätt med gemensam start och utslagningar vilket ledde till mycket överraskande segrare.
Amerikanen Eddie Eagan blev den första idrottaren som vann guld vid sommar och vinterspelen genom att vinna i fyramannabob (laget William Fiske). Han var redan guldmedaljör i boxning sedan sommarspelen 1920.
Sverige deltog med 12 tävlande, som lyckades ta en guld- och två silvermedaljer.

## Sporter
| - Backhoppning - Bob - Hastighetsåkning på skridskor |  | - Ishockey - Konståkning - Längdskidåkning - Nordisk kombination |

### Demonstrationssporter
- Slädhundsrace
- Curling
- Hastighetsåkning på skridskor (Damer)

## Deltagande nationer
17 nationer deltog i spelen. 
| - Belgien - Finland - Frankrike - Italien - Japan - Kanada - Norge - Polen - Rumänien | - Schweiz - Sverige - Storbritannien - Tjeckoslovakien - Tyskland - Ungern - USA - Österrike |

## Medaljfördelning
Värdnation (USA)
| Pl.   | Nation    | Guld | Silver | Brons | Totalt |
| ----- | --------- | ---- | ------ | ----- | ------ |
| 1     | USA       | 6    | 4      | 2     | 12     |
| 2     | Norge     | 3    | 4      | 3     | 10     |
| 3     | Sverige   | 1    | 2      | 0     | 3      |
| 4     | Kanada    | 1    | 1      | 5     | 7      |
| 5     | Finland   | 1    | 1      | 1     | 3      |
| 6     | Österrike | 1    | 1      | 0     | 2      |
| 7     | Frankrike | 1    | 0      | 0     | 1      |
| 8     | Schweiz   | 0    | 1      | 0     | 1      |
| 9     | Tyskland  | 0    | 0      | 2     | 2      |
| 10    | Ungern    | 0    | 0      | 1     | 1      |
| Total | Total     | 14   | 14     | 14    | 42     |

### Fotnoter
1. ↑  ”Lake Placid 1932”. Sveriges olympiska kommitté. http://sok.se/olympiska-spel/tavlingar/spelen/lake-placid-1932.html. Läst 19 juli 2017.
2. ↑  Zey, René (2017). ”Winterolympiade 1932” (på tyska). Das Lexikon der ersten und letzten Male. Riva Verlag. sid. 169